# Canon EF-M 55-200mm f/4.5-6.3 IS STM
El Canon EF-M 55-200mm f/4.5-6.3 IS STM és un teleobjectiu zoom amb muntura Canon EF-M.
Aquest, va ser anunciat per Canon el 17 de juny de 2014, amb un preu de venta suggerit de 329€.
Aquesta, és l'òptica que ve de sèrie amb els kits de doble lent en càmeres de la sèrie EF-M, una d'elles la Canon EOS M50 Mark II.
Actualment, és l'òptica zoom de la sèrie EF de Canon amb més focal.
La seva distància focal de 55-200mm té el mateix camp visual en una càmera EOS de la sèrie M que una lent de 88-320mm en una càmera de fotograma complet.
Aquest, està disponible en dos colors per combinar amb les càmeres dels mateixos colors: negre i platejat

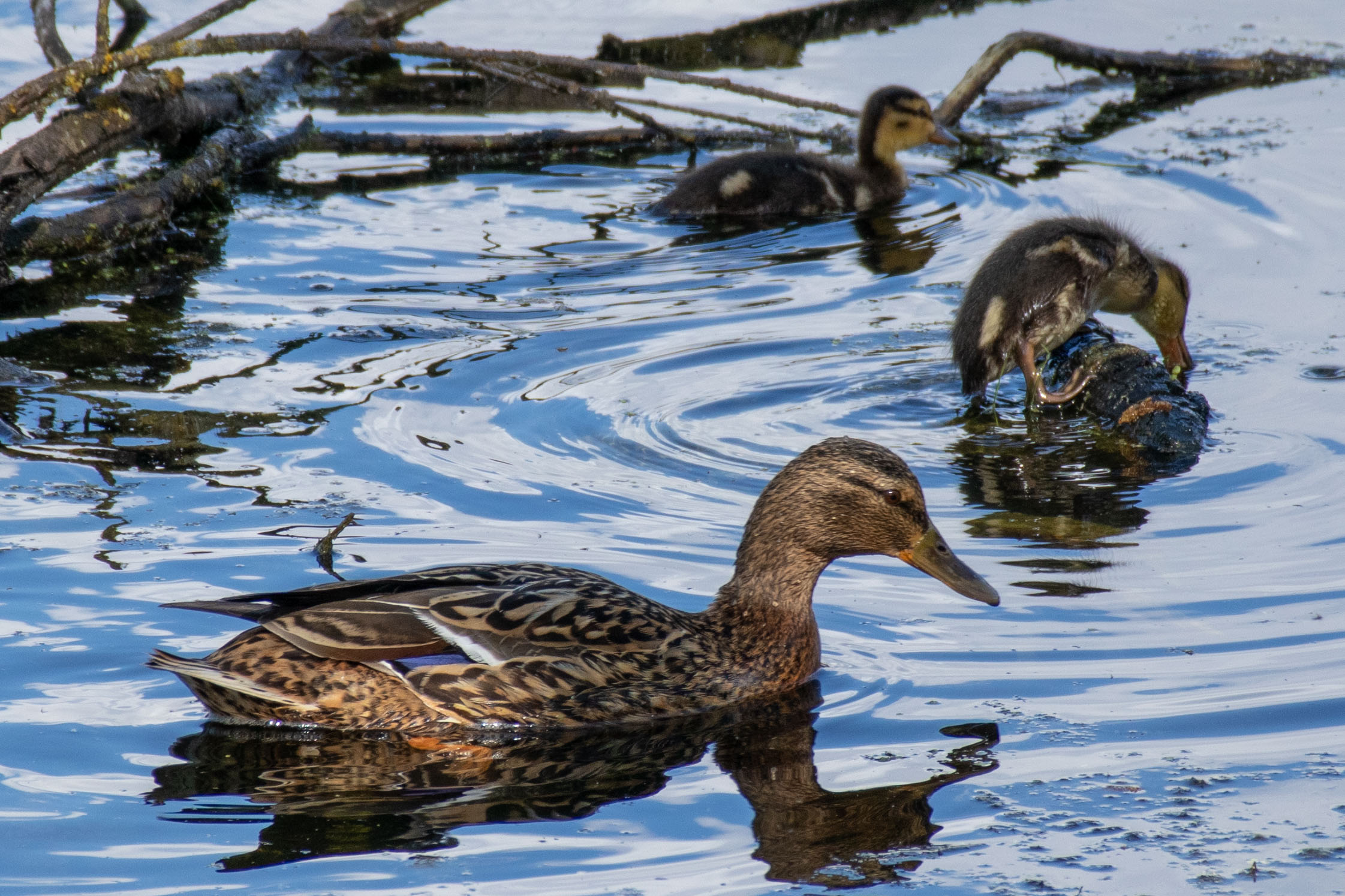
Ànecs fotografiats a 200mm amb el Canon EF-M 55-200mm f/4.5-6.3 IS STM

## Característiques
Les seves característiques més destacades són:
- Distància focal: 55-200mm
- Obertura: f/4.5 - 22 (a 55mm) i f/6.3 - 32 (a 200mm)
- Motor d'enfocament: STM (Motor d'enfocament pas a pas, silenciós)
- Estabilitzador d'imatge de 3,5 passes
- Distància mínima d'enfocament: 100cm
- Rosca de 52mm
- Distorisió òptica a 55mm de -0,92% (tipus barril) i a 200mm d'1,47% (tipus coixí)[5]
- A 55mm i f/4.5 l'objectiu ombreja les cantonades més d'un pas de llum, però aquest efecte es veu rebaixat a f/8 amb menys d'un pas d'ombrejat i a f/11 és gairebé inapreciable. A 200mm i f/5.6 l'objectiu ombreja les cantonades més d'un pas de llum, però aquest efecte es veu rebaixat a f/8 amb una mica més d'un pas d'ombrejat i a f/11 és gairebé inapreciable.[5]
- A f/8 és on l'objectiu dona la millorar qualitat òptica i menys distorsiona les cantonades. Al centre a partir de f/6.3 la qualitat òptica ja és bona.[5]

## Construcció[6]
- La muntura, canó i anell de filtre son de plàstic
- El diafragma consta de 7 fulles, i les 17 lents de l'objectiu estan distribuïdes en 11 grups.
- Consta d'un element asfèric i una lent d'ultra baixa dispersió

## Accessoris compatibles[7]
- Tapa E-52 II
- Parasol ET-54B
- Filtres de 52mm
- Tapa posterior EB
- Funda LP816